# Menestreau
Menestreau és un municipi francès, situat al departament del Nièvre i a la regió de Borgonya - Franc Comtat. L'any 2007 tenia 131 habitants.

## Demografia

### Població
El 2007 la població de fet de Menestreau era de 131 persones. Hi havia 56 famílies, de les quals 20 eren unipersonals (8 homes vivint sols i 12 dones vivint soles), 20 parelles sense fills i 16 parelles amb fills.
La població ha evolucionat segons el següent gràfic:
Habitants censats

### Habitatges
El 2007 hi havia 132 habitatges, 63 eren l'habitatge principal de la família, 69 eren segones residències i 1 estava desocupat. Tots els 128 habitatges eren cases. Dels 63 habitatges principals, 56 estaven ocupats pels seus propietaris, 6 estaven llogats i ocupats pels llogaters i 1 estava cedit a títol gratuït; 1 tenia una cambra, 8 en tenien dues, 19 en tenien tres, 10 en tenien quatre i 25 en tenien cinc o més. 36 habitatges disposaven pel capbaix d'una plaça de pàrquing. A 37 habitatges hi havia un automòbil i a 18 n'hi havia dos o més.

### Piràmide de població
La piràmide de població per edats i sexe el 2009 era:
| Homes | Edats   | Dones |
| ----- | ------- | ----- |
| 0     | 95 o +  | 0     |
| 0     | 90 a 94 | 0     |
| 0     | 85 a 89 | 4     |
| 0     | 80 a 84 | 4     |
| 0     | 75 a 79 | 0     |
| 4     | 70 a 74 | 0     |
| 24    | 65 a 69 | 8     |
| 4     | 60 a 64 | 4     |
| 0     | 55 a 59 | 12    |
| 4     | 50 a 54 | 0     |
| 8     | 45 a 49 | 4     |
| 0     | 40 a 44 | 4     |
| 8     | 35 a 39 | 4     |
| 4     | 30 a 34 | 4     |
| 0     | 25 a 29 | 0     |
| 0     | 20 a 24 | 0     |
| 8     | 15 a 19 | 8     |
| 0     | 10 a 14 | 8     |
| 0     | 5 a 9   | 4     |
| 4     | 0 a 4   | 0     |

## Economia
El 2007 la població en edat de treballar era de 67 persones, 41 eren actives i 26 eren inactives. De les 41 persones actives 37 estaven ocupades (27 homes i 10 dones) i 4 estaven aturades (2 homes i 2 dones). De les 26 persones inactives 14 estaven jubilades, 2 estaven estudiant i 10 estaven classificades com a «altres inactius».

### Ingressos
El 2009 a Menestreau hi havia 54 unitats fiscals que integraven 115 persones, la mediana anual d'ingressos fiscals per persona era de 15.076 €.

### Activitats econòmiques
Dels 6 establiments que hi havia el 2007, 1 era d'una empresa de fabricació d'altres productes industrials, 1 d'una empresa de construcció, 1 d'una empresa de comerç i reparació d'automòbils, 2 d'empreses de serveis i 1 d'una entitat de l'administració pública.
L'únic servei als particulars que hi havia el 2009 era un paleta.
L'any 2000 a Menestreau hi havia 5 explotacions agrícoles.

## Poblacions més properes
El següent diagrama mostra les poblacions més properes.